# HMS Stevenstone (L16)
Le HMS Stevenstone (pennant number L16) est un destroyer d'escorte de classe Hunt de type III construit pour la Royal Navy pendant la Seconde Guerre mondiale

## Construction
Le Stevenstone est commandé le 28 juillet 1940 dans le cadre du programme d'urgence de la guerre de 1940 pour le chantier naval de J. Samuel White de Cowes sur l'Ile de Wight en Angleterre sous le numéro J6056. La pose de la quille est effectuée le 2 septembre 1941, le Stevenstone est lancé le 23 novembre 1942 et mis en service le 18 mars 1943.
Il est parrainé par la communauté civile de Barnstaple dans le Devonshire pendant la campagne nationale du Warship Week (semaine des navires de guerre) en mars 1942.
Les navires de classe Hunt sont censés répondre au besoin de la Royal Navy d'avoir un grand nombre de petits navires de type destroyer capables à la fois d'escorter des convois et d'opérer avec la flotte. Les Hunt de type III se distinguent des navires précédents type I et II par l'ajout de 2 tubes lance-torpilles au milieu du navire. Pour compenser le poids des tubes lance-torpilles, seuls 2 supports de canons jumeaux de 4 pouces ont été installés, le canon en position "Y" a été retiré, le projecteur étant déplacé vers le pont arrière de l'abri en conséquence. Les Hunt de type III pouvaient être facilement identifiés car ils avaient une cheminée droite avec un sommet incliné et le mât n'avait pas de râteau. Quatorze d'entre eux ont vu leurs ailerons stabilisateurs retirés (ou non installés en premier lieu) et l'espace utilisé pour le mazout supplémentaire.
Le Hunt type III (comme le type II) mesure 80,54 m de longueur entre perpendiculaires et 85,34 m de longueur hors-tout. Le Maître-bau du navire mesure 9,60 m et le tirant d'eau est de 3,51 m. Le déplacement est de 1 070 t standard et de 1 510 t à pleine charge.
Deux chaudières Admiralty produisant de la vapeur à 2 100 kPa (21 bar) et à 327 °C alimentent des turbines à vapeur à engrenages simples Parsons qui entraînent deux arbres d'hélices, générant 19 000 chevaux (14 000 kW) à 380 tr/min. Cela donne une vitesse de 27 nœuds (50 km/h) au navire. 281 t de carburant sont transportés, ce qui donne un rayon d'action nominale de 2 560 milles marins (4 740 km) (bien qu'en service, son rayon d'action tombe à 1 550 milles marins (2 870 km)).
L'armement principal du navire est de quatre canons de 4 pouces QF Mk XVI (102 mm) à double usage (anti-navire et anti-aérien) sur trois supports doubles, avec un support avant et deux arrière. Un armement antiaérien rapproché supplémentaire est fourni par une monture avec des canons quadruple de 2 livres "pom-pom" MK.VII et trois  canons Oerlikon de 20 mm Mk. III montés dans les ailes du pont,. Jusqu'à 110 charges de profondeur pouvaient être transportées , avec deux goulottes de charge en profondeur et  quatre lanceurs de charge en profondeur constituent l'armement anti-sous-marin du navire. Le radar de type 291 et de type 285 sont installés, de même qu'une sonar de type 128,. Le navire avait un effectif de 168 officiers et hommes,.

## Histoire

### Seconde guerre mondiale

#### 1943
Après des essais d'acceptation et sa mise en service, le Stevenstone est affecté à Scapa Flow en avril 1943, où il rejoint la Home Fleet et continue à être entièrement équipée. Puis il est transféré à Portsmouth et a rejoint Destroyer Division 1 en Mai. Le navire patrouillait et escortait le transport côtier dans la Manche et la zone d'approche occidentale, et empêchait les navires ennemis de passer par le blocus, de juin à septembre,,.
En octobre, Stevenstone a été mobilisé pour servir de patrouille afin de prévenir et d'attaquer le long des côtes françaises, basé à Plymouth. Le 22 octobre, elle est mobilisée avec le croiseur léger Charybdis (88) et les destroyers Grenville (R97), Limbourne (L57), Rocket (H92), Talybont (L18) et Wensleydale (L86). pendant l'opération Tunnel pour empêcher le navire marchand allemand Munsterland de transporter du caoutchouc et des matériaux métalliques sur le blocus. Le plan opérationnel britannique a été rapidement décrit, mobilisant les navires de guerre disponibles et une mauvaise coordination des combats; tandis que le navire allemand était escorté par six dragueurs de mines et deux patrouilleurs équipés de radar, puis augmenté par cinq autres torpilleurs. Dans la bataille de Sept-Îles le lendemain, Charybdis a été coulé par des torpilles tandis que Limbourne a été gravement endommagé lorsque les munitions ont explosé et ont dû être coulées par la suite,,.
Le Stevenstone a ensuite poursuivi ses opérations de patrouille et d'escorte dans la Manche.

#### 1944
Le 24 avril 1944, Stevenstone rejoint Berkeley (L17), volontaire (D71), la frégate française La Combattante et la Garde côtière légère contre la flotte de torpilles allemande 9 alors qu'ils attaqué un convoi au large de Hastings. En mai, elle a été transférée à la Force J pour participer à l'opération Neptune, des opérations navales lors du débarquement en Normandie. Du 2 au 6 mai, elle a pratiqué l'atterrissage à Bracklesham Bay, West Sussex, puis le 18 mai a de nouveau participé à des entraînements défensifs avec les forces G, J et S dans la Manche. au large de Brighton,,.
En juin, Stevenstone faisait partie de Force J avec les destroyers Kempenfelt (R03), Faulknor (H62), Venus (R50), Fury (H76), Vigilant (R93), Bleasdale (L50), HNoMS Glaisdale (L44), le destroyer français La Combattante et les destroyers canadiens Sioux (R64) et Algonquin (R17). Le 3 juin, elle a été arrangée avec Vénus et La Combattante pour escorter J9 jusqu'à la zone d'atterrissage de Juno; les composants de J9 le 5 juin ont inclus la frégate Lawford (K514), dix navires amphibies LSI, trois canonnières et deux navires de coupe de la Garde côtière américaine,,.
En arrivant de la zone d'atterrissage le 6 juin, Stevenstone a bombardé le train d'atterrissage, qui a ensuite été déployé dans la zone de la Force opérationnelle orientale pour soutenir l'artillerie. Le lendemain, elle a patrouillé et défendu contre les navires ennemis et a continué de soutenir les tirs d'artillerie pour l'attaque à terre. Le 12 juin, alors que le destroyer Isis (D87) et le destroyer norvégien Glaisdale patrouillaient au large du Havre, elle se heurta au torpilleur allemand E-Boat, endommageant les navires de guerre ennemis. Après que l'opération Neptune se soit officiellement terminée le 24 juillet, elle a continué d'opérer dans la Manche, basé à Portsmouth,,.
Le 6 juillet, Stevenstone a aidé au sauvetage de la frégate Trollope (K575), qui a été torpillée par un E-Boat ennemi dans l'estuaire de la baie de Seine au large du Havre; Trollope était cassé en deux, son nez était coulé tandis que sa queue était bloquée pour sauver les survivants. Le 27 juillet, alors qu'elle patrouillait avec son navire jumeau Bleasdale, elle a secouru les deux canonnières Grey Shark (FL5161) et Grey Seal (FL5168) après la rencontre avec un train ennemi. au large de Barfleur, Normandie,.
En septembre, Stevenstone a été transféré à la 16e flottille de destructeurs basée à Harwich, et patrouillé et escorté en mer du Nord. À cette époque, l'ennemi intensifie ses raids avec des torpilles E-Boat, propage des torpilles et attaque avec des U-Boat équipés de tubes à air, menaçant les routes de navigation vers les ports français et belges. Le 31 octobre, en patrouille, elle a coulé un E-Boat au large de Nieuport. Cependant, le 30 novembre, alors qu'elle patrouillait avec la frégate Stayner (K573), elle a été touchée par une mine au large d'Ostende, en Belgique. L'explosion a gravement endommagé la structure du navire devant le tunnel de munitions de 4 pouces, provoquant des incendies, inondant plusieurs compartiments et faisant basculer le navire. Le navire a également fait des victimes. 14 personnes ont été tuées et 18 autres blessées; Elle est retournée à l'estuaire de la Tamise avec l'aide du navire de sauvetage Lincoln Salvor et du remorqueur Euston Cross. Le navire a été réparé dans un chantier naval privé à Thames.

#### 1945
Les réparations durèrent jusqu'au 28 juin 1945 et en août, Stevenstone fut envoyé en Méditerranée pour se préparer à être envoyé pour opérer en Extrême-Orient si nécessaire. Elle a rejoint la 3ème Division Destroyer de la Flotte Méditerranéenne; mais en mars 1946, il a eu une collision avec son navire jumeau Brissenden (L79).

#### Après-guerre
À son retour en Angleterre en 1947, Stevenstone est mis en réserve à Harwich, puis transféré à Chatham puis à Hartlepool. Le navire a été mis sur la liste de retrait en novembre 1958, vendu à BISCO et mis au rebut au chantier naval Clayton à Dunston à partir du 2 septembre 1959,.

### Honneurs de bataille
- ENGLISH CHANNEL 1943-44
- NORTH SEA 1944
- NORMANDY 1944

### Commandement
- Lieutenant (Lt.) Peter Barthrop North Lewis (RN) du 23 février 1943 à novembre 1943
- T/A/Lieutenant Commander (T/A/Lt.Cdr.) Henry McLean Duff-Still (RNVR) de novembre 1943 au 9 septembre 1944
- Lieutenant (Lt.) Edward Gerard Napier Mansfield (RN) du 9 septembre 1944 à début 1945
- A/Lieutenant Commander (A/Lt.Cdr.) Charles Alexander Headon Owen (RN) en mars 1945